# Malmøhus
Malmøhus (svensk: Malmöhus slott) er en borg i Malmø. Malmøhus er Nordens ældste bevarede renæssanceslot fra 1526-1530. Slottet rummer i dag Malmø Kunstmuseum og Malmø Museum.

## Historie
Et tidligere slot samme sted blev påbegyndt i 1434 af Erik af Pommern. I forbindelse med muren blev den såkaldte Møntergård opført. Den var et kastel omgivet af høje mure og et borgtårn. Frederik 1. beordrede i 1526 sin lensmand på Malmøhus, Albert Ravensberg, til at bygge et nyt slot. I 1530 blev han udbetalt en stor sum for fire års byggearbejde, og i denne periode opførtes den nuværende hovedbygning. I 1534 brød Grevens Fejde ud, og borgerne nedrev den vældige mur med skyttegange, som udgik fra hovedbygningen og omkransede slotsgården. Man kan stadig se spor efter denne i hovedbygningen, hvilket viser, at slottet er opført før dette år. I årene 1537-40 blev slottet på Christian 3.'s ordre forstærket ved anlæg af en voldgrav og volde med fire store hjørnetårne af tegl. I 1554-59 boede kronprinsen, den senere kong Frederik 2. her. Maria Stuarts tredje mand, Jarlen af Bothwell, blev holdt fanget her 1567-73.
I den danske tid boede på slottet lensmanden i Malmøhus Len, omfattende Oxie Herred, Ingelsted Herred og Jerrested Herreder. I den svenske tid anvendtes slottet som bolig af slotskommendanter og flere af de skånske guvernører. Det anvendtes også til at opbevare politiske fanger, heriblandt Jørgen Krabbe og Carl Gustaf Armfeldt d.y., som døde her 1792.
I 1828 blev Malmøhus fængsel. Dele af fæstningen blev ombygget med nye fængselsafsnit. Efter en slotsbrand 4. september 1870 genopførtes fængslets østre, søndre og vestre længer. I 1909 nedlagdes fængslet og i 1937 blev det museum. De tre fængelslænger blev nedrevet. I dag er slottet restaureret for at give et indtryk af hvordan det så ud i 1500- og 1600-tallet.